# Walerian Botow
Walerian Władimirowicz Botow (ros. Валериан Владимирович Ботов, ur. w listopadzie 1904 w Tiemnikowie w guberni tambowskiej, zm. 15 grudnia 1970 w Woroneżu) – radziecki polityk, działacz partyjny.

## Życiorys
Początkowo pracował w drukarni. Od 1923 był członkiem Komsomołu, a od 1925 partii komunistycznej, był aktywistą w Obwodzie Centralno-Czarnoziemskim, od września 1932 do lutego 1933 uczył się w Obwodowym Instytucie Marksizmu-Leninizmu. W 1939 był I sekretarzem komitetu rejonowego WKP(b) w Liskach, a od lutego 1939 do kwietnia 1941 sekretarzem Komitetu Obwodowego WKP(b) w Woroneżu ds. kadr, od kwietnia 1941 do czerwca 1942 pełnił analogiczną funkcję w Dżambule, od czerwca 1942 do maja 1944 był II sekretarzem Komitetu Obwodowego Komunistycznej Partii (bolszewików) Kazachstanu w Pawłodarze. Od czerwca do października 1945 był II sekretarzem Komitetu Obwodowego KP(b)U w Izmaile, a od listopada 1945 do stycznia 1948 zastępcą przewodniczącego Komitetu Wykonawczego Chersońskiej Rady Obwodowej, w 1948 zaocznie ukończył Wyższą Szkołę Partyjną przy KC WKP(b), później  kierował obwodowym oddziałem pracy kulturalno-oświatowej w Woroneżu i był zastępcą szefa obwodowego zarządu kultury w Woroneżu i jednocześnie od lipca 1949 do stycznia 1951 był zastępcą przewodniczącego Komitetu Wykonawczego Woroneskiej Rady Obwodowej, w lutym 1962 przeszedł na emeryturę. Był odznaczony Medalem za Zwycięstwo nad Niemcami i Medalem „Za ofiarną pracę w Wielkiej Wojnie Ojczyźnianej 1941–1945”.